# Furkakopf
Furkakopf är en bergstopp i Österrike.   Den ligger i distriktet Feldkirch och förbundslandet Vorarlberg, i den västra delen av landet, 500 km väster om huvudstaden Wien. Toppen på Furkakopf är 1 902 meter över havet, eller 87 meter över den omgivande terrängen. Bredden vid basen är 0,53 km. Furkakopf ingår i Kanisfluh.
Terrängen runt Furkakopf är bergig åt sydost, men åt nordväst är den kuperad. Runt Furkakopf är det ganska glesbefolkat, med 47 invånare per kvadratkilometer.. Närmaste större samhälle är Dornbirn, 17,4 km norr om Furkakopf. 
Trakten runt Furkakopf består i huvudsak av gräsmarker.